# Tres mujeres en la hoguera
Tres mujeres en la hoguera és una pel·lícula mexicana de 1979 del gènere de drama eròtic, dirigida per Abel Salazar amb guió de Carlos Valdemar sobre la base d'un argument de Luis Alcoriza i protagonitzada per Maricruz Olivier, Pilar Pellicer, Maritza Olivares i Rogelio Guerra.

## Sinopsi
Alex és un multimilionari empresari de béns arrels de mitjana edat que manté un matrimoni obert amb Mané i conviden a Gloria, l'amiga de tots dos, al fet que passi unes vacances amb ells a la casa de la platja de la parella, però Gloria no ve sola, ja que l'acompanya Susy, una jove exprostituta qui també és la seva amant.
Susy queda fascinada tant per Alex com per la vida de luxes i comoditats que ell posseeix i tots dos no triguen a convertir-se en amants, situació que no li fa gens de gràcia a Gloria encara que no tant per la infidelitat sinó perquè ella sap que ell tard o d'hora la convertirà en una més de les seves esclaves sexuals pel que, quan Susy l'informa la seva parella que no tornarà amb ella a casa per a quedar-se uns dies més en el xalet, Gloria tracta per tots els mitjans de fer-li canviar d'opinió però la noia segueix decidida amb els seus plans.
Paral·lelament Mané li confessa a Gloria que es va casar amb Alex per conveniència per quedar-se amb els diners d'aquest i ocultar el seu lesbianisme, a més de que ja no li tolera la seva conducta i que encara l'estima (tan bon punt fa diversos anys elles van mantenir una relació i, al seu torn, Alex va tractar de seduir Gloria sense èxit per a després casar-se amb Mané), per la qual cosa li proposa matar el seu espòs perquè les dues es quedin amb els diners i amb Susy, respectivament. Al principi Gloria rebutja la idea però quan s'assabenta que el milionari va convidar a la jove a acompanyar-lo en un viatge al Marroc, acaba acceptant-la.
Així, Gloria sedueix Alex i el convenç de portar-lo l'endemà a bussejar al mateix penya-segat on ell va estar amb Susy abans i, tan bon punt el quartet celebrés un sopar que després es transforma en orgia, Alex i Gloria van al penya-segat ben d'hora al matí. Ja en el fons de la mar, Maner se'ls incorpora sigil·losament mentre treu un ganivet, i després es veu un forcejament entre els tres personatges, fins que a un d'ells li és tallat el tub d'oxigen del tanc i els altres dos abandonen el lloc mentre que el tercer mor ofegat.
Susy observa des de la terrassa l'arribada de la llanxa i s'adona que només hi ha dues persones que salin d'aquesta, però per a la seva sorpresa descobreix que els nouvinguts són Mané i Alex. L'horroritzada jove corre fins a la platja i plora desconsoladament en trobar en la riba el cadàver de Gloria.
La pel·lícula acaba quan, algun temps després, Alex i Mané reben a Peggy, una altra de les joves que arriba a la casa, mentre una Susy trista encara plora la mort de la seva amant.

## Elenc
- Maricruz Olivier... Gloria
- Pilar Pellicer... Mané
- Maritza Olivares... Susy
- Rogelio Guerra... Alex
- Carlos Bravo y Fernández... Invitat a la festa (sense acreditar)
- Enrique Muñoz... Flavio, majordom d'Alex i Mané (sense acreditar)
- Daniela Romo... Peggy (sense acreditar)

## Producció
Si bé aquesta cinta va ser filmada en 1977, la mateixa va ser censurada per ordre de Margarita López Portillo, la llavors directora de la Direcció General de Ràdio, Televisió i Cinematografia de la Secretaría de Gobernación, a causa de -per a l'època- el seu atrevit argument pel que, en conseqüència, recentment va poder estrenar-se el 22 de març de 1979 i sota la qualificació de només per a adults, la qual cosa implica segons la legislació mexicana que les pel·lícules així qualificades només poden ser exhibides després de les 12 de la nit (i, d'altra banda, en aquesta època únicament rebien aquesta qualificació les pel·lícules pornogràfiques).
L'impacte que va causar aquesta pel·lícula en la societat mexicana de l'època després de la seva censura i posterior estrena va ser de tal magnitud que, conjuminat al caràcter hermètic de Maricruz Olivier respecte a la seva vida personal i la seva prematura mort sense matrimoni ni fills pel mig, va donar peu a un rumor que l'actriu era lesbiana en la vida real, però fins ara aquest rumor no ha estat confirmat ni desmentiment en forma fefaent i concloent. En una altra pel·lícula, El deseo en otoño (1970) de Carlos Enrique Taboada, Olivier també va interpretar a un personatge amb tints lèsbics, encara que en aquest cas en particular la condició sexual del mateix allí era més suggerit que confirmat.
La pel·lícula va ser filmada íntegrament a Puerto Vallarta, Jalisco, encara que en la mateixa mai s'esmenten ni s'especifiquen tant aquest com algun altre lloc de la costa mexicana on es desenvolupa la trama. Les seqüències submarines d'aquesta cinta van ser filmades pel famós oceanògraf Ramón Bravo, qui no va ser acreditat.
Es diu que aquesta pel·lícula va ser la primera al cinema mexicà on, a part de mostrar una relació lèsbica sense cap mena d'embuts i de ser part fonamental de la trama d'un argument, també s'esmenta obertament la paraula «lesbiana» (dita per Maritza Olivares a Maricruz Olivier en una escena quan ambdues estan en una discussió). D'altra banda, aquesta cinta va ser la primera on Maricruz Olivier interpreta un personatge bastant atípic en la seva carrera en cinema i televisió i, a més, d'acord amb la seva edat (42 anys per a l'època de la filmació).
Pilar Pellicer contaria, anys després en una entrevista, que el director de la pel·lícula Abel Salazar es va sentir incòmode en filmar-la a causa del seu argument, per la qual cosa moltes escenes van haver de ser repetides diverses vegades, incloent les de llit.
Aquesta cinta va significar el debut cinematogràfic de Daniela Romo, encara que ella només apareix al final de la mateixa (i durant uns 40 segons), a més de que el seu personatge no és acreditat.

## Premis i nominacions
La película fue nominada a los premios de Mejor Fotografía, Mejor Música y Mejor Coactuación Femenina (para Maritza Olivares) en la XVII Entrega de la Diosa de Plata (1980).